# Pierre Jaubert (éditeur de musique)
Pour les articles homonymes, voir Pierre Jaubert et Jaubert.
Pierre Hervé Léon Jaubert (né le 27 juin 1929 à Villerville et mort le 8 août 2017 à Courbevoie), est un producteur et éditeur de musique français. Il est connu pour son travail sur les succès Darkest Light (The Lafayette Afro Rock Band), Dancing In The Moonlight (King Harvest) et Reality (Richard Sanderson, bande originale du film La Boum).

## Biographie
Pierre Jaubert est le quatrième d'une famille de six enfants. Ses parents, Hervé Jaubert et Léonie Jaubert (née Dupille), vivent à Villerville (Calvados) lors de sa naissance. Ils sont à Paris en 1939 lorsque la Seconde Guerre mondiale éclate. Jaubert a 12 ans et doit abandonner l'école, et se déplacer de ville en ville pour échapper au mieux à la guerre. C'est dans cette période que nait sa première grande passion, l'harmonica. Il rejoint les membres du Club de l'Harmonica rue des Petites Écuries, et découvre les bals et les brasseries où se joue le musette. Il y admire Jo Privat, rencontre Norbert Glanzberg (qui signera après la Libération Padam Padam, un des grands succès d'Édith Piaf), et se met lui aussi à jouer du 16 trous. Il aura l'honneur d'être formé par le virtuose Larry Adler.
Une fois Paris libéré en 1944 puis l'armistice signé en 1945, Jaubert décide de ne pas reprendre l'école ou de suivre le chemin de son père, alors ingénieur chez Thompson. Il choisit plutôt de poursuivre sa passion pour la musique, et devient harmoniciste. Il remporte un concours européen de l'harmonica à la salle Pleyel à Paris, puis de multiples engagements l'emmènent en tournée à Berlin, en Belgique, en Suède, en Norvège et au Danemark où il joue devant le Roi. Il prend alors un pseudonyme (Pierre Berjot) et commence une carrière en Amérique. C'est à Québec qu'il signe son premier contrat de musicien, en 1951, et jouera dans les clubs tels que le Morocco, le Tabou, le Séville, pendant une décennie. Cependant, le chemin est difficile, la concurrence rude, et les standards européens ont moins d'impact que les interprétations de blues américain. Après avoir vu jouer Toots Thielemans, il décide de mettre un terme à ses rêves d'artiste, persuadé qu'il n'atteindra jamais ce niveau de jeu.
Jaubert vit alors entre Détroit et Chicago. C'est le début des années 1950, et il est témoin de l'éclosion de nombreux genres de musique noire : le blues, le jazz, le r&b, la soul. Il est impressionné en découvrant à la radio WVON (en) le titre Blueberry Hills de Fats Domino. Jaubert désire toujours travailler dans le monde de la musique, et pense avoir la capacité de savoir repérer les bonnes chansons. Il passe du temps à Wonderful Records, un disquaire de Chicago, où les habitués se rendent compte qu'il dispose d'une bonne oreille, et commencent à lui demander des conseils. Il rencontre le bassiste Johnny Pate (en) qui lui permet d'accéder à des séances d'enregistrements, avec entre autres The Dells, ou The Impressions, le groupe de Curtis Mayfield. C'est à la fin de la décennie qu'à Détroit, Jaubert rencontre le fondateur de la Motown, Berry Gordy.

## Les années Motown (1959-1965)
Jaubert fait la rencontre de Gordy dans les premières années de la création de la Motown. Gordy souhaite profiter du fait que Jaubert parle français afin de faire travailler certaines des chansons du label dans d'autres langues pour attaquer le marché européen. Jaubert se rend donc à Hitsville pour donner quelques cours au jeune Stevie Wonder qui enregistre une version française de Castle In The Sand. La version française du titre ne sera finalement jamais diffusée au public, mais elle permet par la suite à Jaubert de tenter l'expérience de nouveau avec d'autres artistes de l'écurie Motown : les Velvelettes, un trio de chanteuses R&B. Il traduit en français 4 de leurs titres sur lesquels il se trouve être également producteur, qui ne seront diffusés au grand public qu'en 2004 dans une édition spéciale des versions dans d'autres langues des titres Motown. 

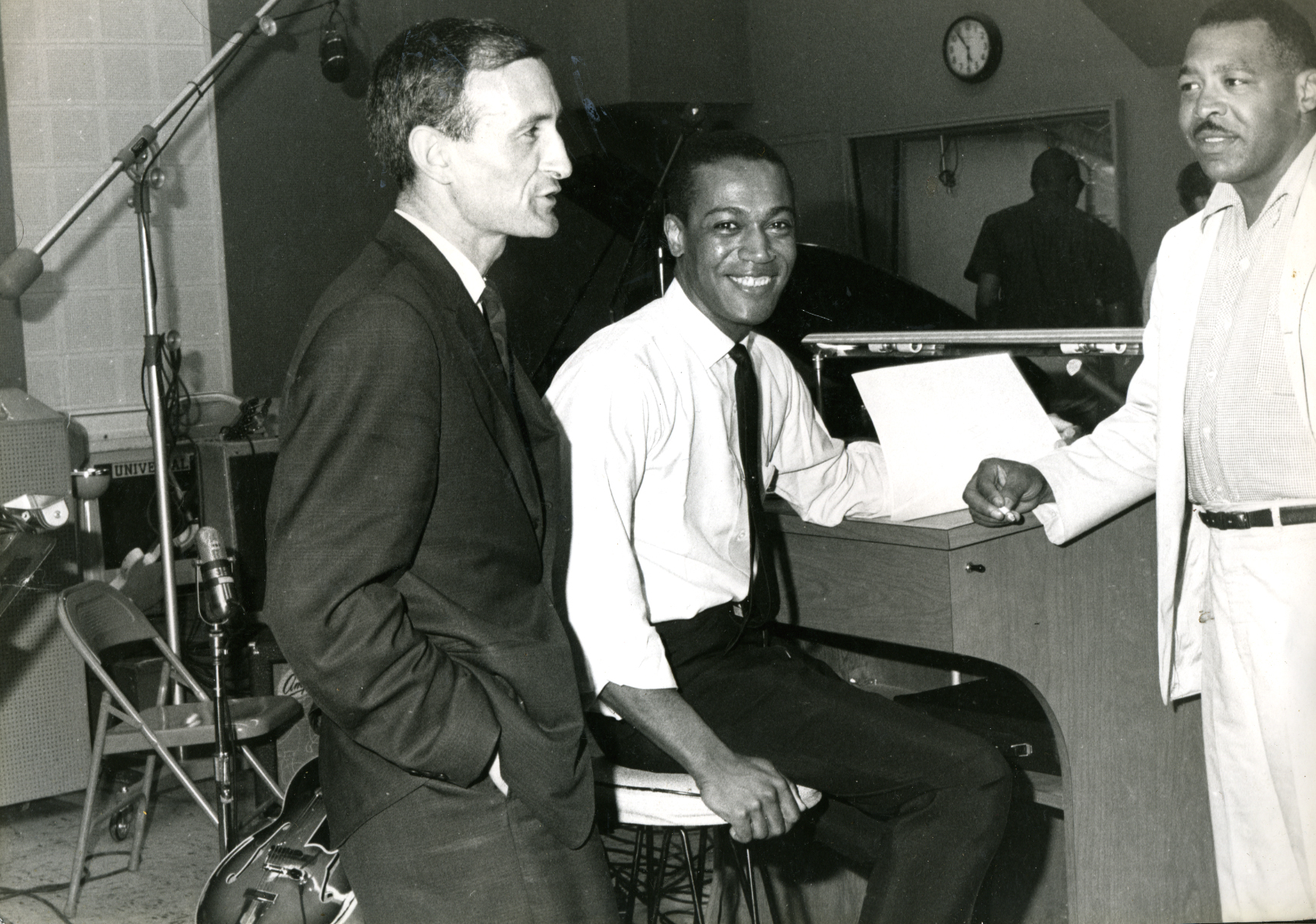
Pierre Jaubert aux côtés de Johnny Pate et Bill Shepard (1962)

Jaubert, au bon endroit au bon moment, est idéalement situé pour faire croître son expérience, ses connaissances et son réseau. Dans cette période, Pierre fréquente les grands noms de l'écurie : Diana Ross, Mary Wells, Smokey Robinson, Norman Whitfield... Malgré l'insistance de Berry Gordy pour que Jaubert s'occupe de la section Europe de la Motown depuis la France, il refuse, ne se sentant pas l'âme d'une personne qui travaille dans un bureau. Jaubert quitte la Motown, Detroit et les États-Unis en 1965, retournant en France pour passer du temps avec sa mère, et lassé de se sentir comme chez le voisin. Il assiste à la tenue du premier Marché international de l'édition musicale (MIDEM) en 1966, où lui sera rendu un hommage en 2016, 50 ans après la création de l'évènement. Il est bien décidé à continuer à faire vivre ses capacités de dénicheur de talents, et à profiter de son avance conséquente concernant la musique noire américaine. À son retour en France, Jaubert continue son activité de producteur, tout en lançant en famille Stéreo Jaubert, spécialisée dans la vente de cassettes et d'auto-radios dans les années 1970.

## Les années free-jazz & afro-funk (1965-1975)
Jaubert a alors 38 ans, et un solide bagage derrière lui. Il raconte son parcours à Philippe Thomas, alors propriétaire d'un petit label à Courbevoie, Musidisc. Ce label distribue les disques du label Américain Fantasy. Il s'avère qu'alors que Jaubert était à San Francisco, il avait vivement recommandé au patron, Saul Zaentz, de s'intéresser de plus près au travail d'un jeune garçon nommé John Fogerty. Fogerty est à la tête du groupe country rock Creedence Clearwater Revival. Jaubert a eu du flair : Fantasy mise sur le groupe, et c'est le succès en Amérique. Il parvient à négocier l'exclusivité du groupe en France chez Musidisc, et le succès traverse les frontières. Son inscription au Rock and Roll Hall of Fame en 1993 consacre Creedence parmi les groupes américains les plus marquants des cinquante dernières années.
Gagnant sa réputation avec ce succès, Jaubert obtient a carte blanche pour enregistrer ce qu'il désire via Musidisc. Il travaille en tant que producteur indépendant. Il profite de l'occasion pour enregistrer l'avant-garde de la scène jazz et des références du blues. Il enregistre à Paris des albums d'Archie Sheep, John Lee Hooker, Charlie Mingus, Mal Waldron, Al Shorter, Art Ensemble of Chicago, Trudy Pitts, Willy Mabon, Steve Lacy Quintet, Frank Wright Quartet, Martial Solal, Anthony Braxton, Alan Silva, Memphis Slim... En parallèle de ces disques de prestige et de niche, Jaubert associe son nom à un nouveau grand succès de rock FM en 1972. En tombant sur un cassette au fond d'un sac, il déniche une superbe chanson qu'il imagine ré-arrangée par le groupe King Harvest. Encore une fois, son flair ne faillit pas. Le groupe enregistre l'unique succès de sa carrière Dancing In The Moonlight, et accumule les sommets des charts américains. Jaubert tient son hit.
Mais Jaubert va surtout s'illustrer l'année suivante. On lui conseille d'aller rencontrer les membres d'un groupe appelé le Bobby Boyd Congress. Ces 7 musiciens Américains en France ont une solide formation funk qui plait à Jaubert. Il décide de changer leur nom, de leur donner accès à des studios, et de leur produire des disques. Le groupe (tour à tour Ice, The Lafayette Afro-Rock Band, Captain Dax, Cripsy & Co) sort son premier disque Each Man Makes His Destiny en 1973. On y trouve des cuivres puissants, des rythmes afro-funk et des structures mélodiques riches et complexes. Si le succès commercial n'est pas au rendez-vous, la réputation de ces musiciens impressionnants atteint les oreilles du célèbre Nino Ferrer. Il les utilise en tant que backing band sur l'enregistrement de son disque Nino and Radiah en 1974.
Sortis en 1973 et 1974, ce sont les albums Soul Makossa et Malik qui feront la renommée de Lafayette Afro Rock Band. Les deux disques, concentrés sans concession d'afro-funk instrumental puissant, resteront des succès relativement confidentiels. Il faudra attendre une révolution inimaginable une dizaine d'années plus tard dans le monde de la musique. Lorsque nait le hip-hop, les DJ recherchent des boucles sur lesquelles faire rapper les premiers MC. Et les disques de Lafayette Afro Rock Band sont gorgés de ces boucles instrumentales qui n'attendent qu'à être habitées par des interprètes. C'est ainsi que, via la technique du sample, sont dépoussiérés deux titres qui deviendront emblématiques grâce au hip-hop. D'abord Hihache, dont les 2 mesures d'introduction à la batterie seront empruntées de nombreuses fois, par LL Cool J, Flying Lotus ou Aphex Twin. Selon le site référence WhoSampled, il s'agit du 51e morceau le plus samplé de l'Histoire de la musique.
Le second titre est Darkest Light. Cette introduction au saxophone de 5 notes fut utilisée par Ice Cube, Wreckx-N-Effect ou Public Enemy. En 2005, c'est le sample que le producteur Just Blaze utilisera sur le single du retour du rappeur Jay-Z, sur le titre Show Me What You Got. Mais avant ce succès tardif, les années 1970 n'offrent pas assez de succès aux membres de Lafayette. Ils se voient contraints de dire adieu à la France, et de retourner vivre aux États-Unis.

## Les Années Disco & musique de film (1975-1990)

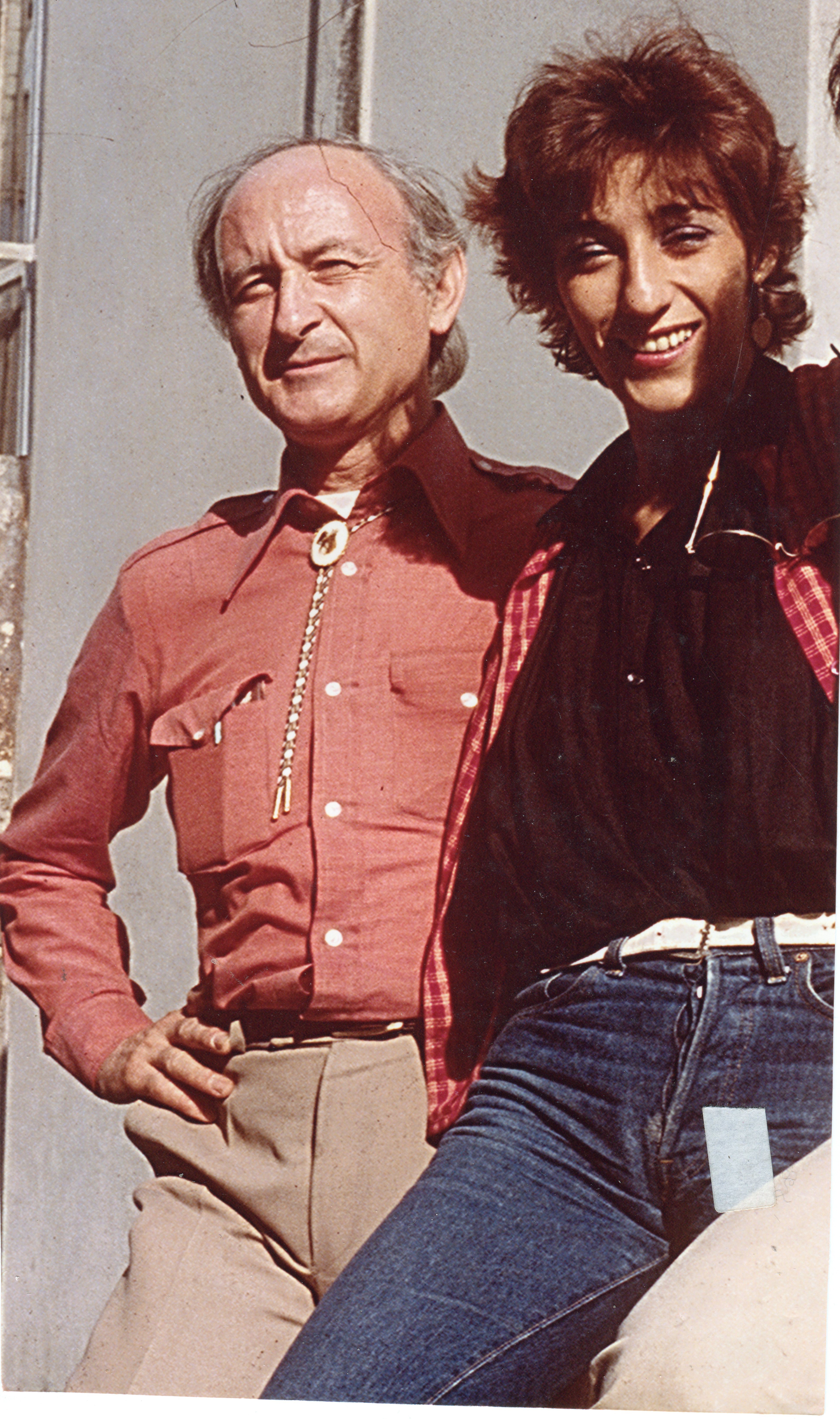
Pierre Jaubert & Chantal Curtis

Jaubert a foi en la qualité des chansons enregistrées par les musiciens de Lafayette Afro-Rock Band. Il continue donc de chercher à les exploiter, et se met en quête de recherche de nouveaux talents pour réaliser quelques titres dans la mouvance disco. Il rencontre la jeune Chantal Sitruk, qu'il renomme Chantal Curtis, et lui fait enregistrer Get Another Love et Can't You Feel It. Il apporte les nouveautés des synthétiseurs qui se démocratisent en appelant, Christophe Garzon, Jules Vigh, Philippe Briche, Sharon Russel et un jeune musicien Didier Perrusset A.K.A. Daniel Power, ce dernier ayant aussi collaboré notamment avec Elvis Kemayo sur le titre Sorcier Noir ou Yves N'jock Guitariste/Producteur à ses premières heures. Les deux titres sont des succès outre-Atlantique. Le titre de Michele Magic Love auquel est associé le nom du remixeur Tom Moulton, attire l'attention du jeune producteur et joueur de synthétiseur Patrick Cowley, qui entre en contact avec Jaubert afin d'envisager de travailler sur un remix du titre. Ils finissent par travailler ensemble sur un album pour la chanteuse Brenda Mitchell, intitulé Don't You Know, au sein duquel le titre Body Party sera un succès en club. Chantal Sitruk prend une balle destinée à son petit ami de l'époque, après avoir fait de nombreux aller-retour en prison pour des histoires liées à la drogue. Elle perd la vie en 1985 en Israël. Jaubert produit également des titres pour la chanteuse Beckie Bell, sur lesquels s'illustrent le guitariste Jacob Desvarieux, ainsi que le bassiste Christophe Zadire.

Sophie Marceau, Pierre Jaubert & Richard Sanderson (1980)

C'est au cours des années 1980 que Jaubert associera son nom à son succès le plus retentissant en France. Collaborant avec le compositeur de musique de film Vladimir Cosma, il parvient à le convaincre de faire enregistrer la chanson du générique du film La Boum par un chanteur alors inconnu : Richard Sanderson. Sanderson était alors arrangeur pour Jaubert. Le succès du titre Reality (1980) est massif. La collaboration avec Cosma se poursuivra sur de nombreux films, tels que La Boum 2 avec le titre Your Eyes (1982) du groupe anglais Cook Da Books, ou L'Étudiante avec le titre You Call It Love avec la chanteuse norvégienne Karoline Krüger (1988). Sur ces titres, Jaubert est chargé de trouver les talents et les chansons. En 1984, avec la chanson Autant d'amoureux que d'étoiles, il permet à la chanteuse Annick Thoumazeau de représenter la France à l'Eurovision. Elle sera classée 8e.

## Fin duXXeet début duXXIesiècle (1990-2017)
Jaubert a 72 ans lorsque le monde entre au XXIe siècle, mais ne montre aucun signe d'envie de freiner. Il édite quelques titres du rappeur Alibi Montana et de l'accordéoniste Jean Coignoux. Mais Jaubert répond surtout aux demandes autour de sa production afro-funk des années 1970 qui ne cessent d'attiser la curiosité. Les titres de Lafayette Afro-Rock Band bénéficient de rééditions constantes dans les années 2000 et 2010, entre autres via les labels Strut, Hi & Fly ou Manifesto. En 2016 et 2017, il fait ré-éditer l'album Candy Girl de Mal Waldron, et sort une compilation des meilleurs titres de Lafayette Afro Rock Band. Le titre Darkest Light est de nouveau samplé par le DJ Tiesto en 2015, utilisé par Questlove dans la publicité de son émission sur la radio Pandora, ou par Google dans un jeu revenant sur les origines de la culture hip-hop.
Son travail sur Dancing In The Moonlight continue lui aussi à vivre dans le monde. Après avoir été la bande son des publicités Wal-Mart en 2008 aux États-Unis, le titre a été utilisé dans la bande originale du jeu vidéo Guardians of the Galaxy: The Telltale Series en 2016. Il figure également dans la bande originale du film Hitman and Bodyguard sorti en 2017.
Jaubert réalise sa dernière véritable production en 2010 avec la chanteuse Mikky 'Mikele' White, ancienne choriste de Prince. Il découvre sa voix par hasard et part l'enregistrer dans sa ville, à Fort-Wayne (Indiana) aux États-Unis. Elle ré-interprète des classiques et des inédits de la période Lafayette Afro Rock Band, dans un disque intitulé Red Matchbox 
.

## Vie personnelle
Pierre Jaubert s'éteint le 8 août 2017 des suites d'un AVC, à l'âge de 88 ans, dans la ville de Courbevoie en région parisienne, entouré de son épouse, de ses enfants, petits-enfants, et de son arrière-petit fils. Il est inhumé au Cimetière des Gonards à Versailles.
Pierre Jaubert a été marié 2 fois, et a eu 11 enfants, parmi lesquels Hervé Jaubert et Pascal Jaubert.

## Discographie

### Années 1960
- 1964 : J'ai pleuré (My Foolish Heart) de The Velvelettes
- 1964 : Castle In The Sand (non-sorti) de Stevie Wonder
- 1965 : Sois sincère avec moi de Dean Cooper
- 1965 : Dolly de Sylviane Manach'
- 1969 : Black Gipsy de Archie Shepp & Chicago Beau

### Années 1970
- 1970 : I Feel Good de John Lee Hooker
- 1970 : I Wanna Dance All Night de John Lee Hooker
- 1970 : Coral Rock de Archie Shepp
- 1970 : Pitchin Can de Archie Shepp
- 1970 : Archie Shepp & Philly Joe Jones de Archie Shepp & Philly Joe Jones
- 1970 : Uhuru Na Umoja de Frank Wright Quartet
- 1970 : Space Dimension de Noah Howard
- 1970 : Certain Blacks de Art Ensemble of Chicago
- 1971 : In Paris de Earl Hines
- 1971 : Pithycanthropus Erectus de Charles Mingus
- 1971 : The Great Concert of Charles Mingus de Charles Mingus
- 1971 : Blue Bird de Charles Mingus
- 1971 : Tes Esat de Al Shorter
- 1971 : After Love de Dave Burrell
- 1971 : The Panther and the Lash de Clifford Thronton
- 1972 : Dancing In The Moonlight de King Harvest
- 1972 : Mal Waldron With The Steve Lacy Quintet de Mal Waldron & Steve Lacy Quintet
- 1972 : The Gap de Steve Lacy Quintet
- 1972 : The Whirling Dervish de Mal Waldron
- 1972 : Dona Lee de Anthony Braxton
- 1972 : Saxophone Improvisations, Series F de Anthony Braxton
- 1972 : Robin Kenyatta's Free State Band de Robin Kenyatta's Free State Band
- 1972 : Church Number Nine de Frank Wright Quartet
- 1972 : Soul Makossa de The Lafayette Afro Rock Band
- 1972 : Come Back de Willy Mabon
- 1973 : Each Man Makes His Destiny de Ice
- 1974 : Flying In The Land Of Soul de Jo Bisso
- 1974 : Oh Angelina de Jack Joachim
- 1975 : Frisco Disco de Ice
- 1975 : Dr. Beezar de Captain Dax
- 1975 : Candy Girl de Mal Waldron
- 1977 : Seven Americans In Paris de Ice
- 1978 : Number One Man de Leroy Gomez
- 1978 : Don't You Know de Brenda Mitchell
- 1979 : Get Another Love de Chantal Curtis

### Années 1980
- 1980 : La Boum (Bande originale du film) de Vladimir Cosma
- 1980 : In Need Of... de Beckie Bell
- 1980 : Lay Down, Girl de Robert Helms
- 1982 : La Boum 2 (Bande originale du film) de Vladimir Cosma
- 1984 : Autant d'amoureux que d'étoiles de Annick Thoumazeau
- 1988 : L'Étudiante (Bande originale du film) de Vladimir Cosma

### Années 1990
- 1999 : Darkest Light: The Best Of The Lafayette Afro Rock Band (compilation) de The Lafayette Afro Rock Band
- 1999 : Afon- 10 Unreleased Afro Funk Recordings (1971-1974) (compilation) de The Lafayette Afro Rock Band

### Années 2000
- 2000 : Ultimate Collection (compilation) de The Lafayette Afro Rock Band

### Années 2010
- 2011 : Red Matchbox de Mikki Mikele White (Topomic)